# Ztraceni v inspiracích
Ztraceni v inspiracích je první album skupiny UDG oficiálně vydané.
Po úspěchu v soutěži Coca-Cola PopStar mohla skupina UDG vydat své debutové album. Produkoval ho Milan Cimfe ze studia Sono a sám nahrál na album hned několik nástrojů. Hosté, kteří se podíleli na tomto CD byli frontmani kapel Kryštof – Richard Krajčo a Wohnout – Matěj Homola.

## Seznam písní
1. Motýl
2. Zpěvy deště
3. Defilé
4. Na měsíc
5. Hvězdář
6. Piloti
7. Smutné a lehké
8. Zvědavá
9. Duše v ní
10. Na rtech
11. Ostrovy
12. Vůně
13. Ruská raketa